# Antonio Ubieto Arteta
Antonio Ubieto Arteta (Saragossa, 31 de març de 1923 - València, 1 de febrer de 1990). Historiador aragonès, Llicenciat en Filosofia i Lletres, Catedràtic de l'àrea de Prehistòria, Història Antiga i Medieval d'Espanya, i Història General d'Espanya a la Universitat de Santiago de Compostel·la, Catedràtic d'Història Antiga i Medieval d'Espanya i Director del Departament d'Història Medieval a la Universitat de València, Catedràtic d'Història Medieval i Cap del Departament d'Història Medieval de la Universitat de Saragossa; autor d'un ingent obra historiogràfica sovint envoltada de polèmica revisionista sobre l'Aragó i València, publicant també obres filològiques malgrat no tenir cap estudi en Filologia.

## Biografia
Rebé formació primària a Ayerbe (Osca) i cursà Batxillerat als instituts d'Osca, de Saragossa i de Tudela. Estudià Filosofia i Lletres a la Universitat de Saragossa (1941-1945) rebent el Premi Extraordinari de la Llicenciatura. El 1945 inicià la seva carrera docent (1945-1955 a la Universitat de Saragossa amb els càrrecs d'ajudant de classes pràctiques, auxiliar temporal i professor adjunt interí, esdevenint deixeble de l'historiador medievalista José María Lacarra. El 1949 es doctorà a la Universitat de Madrid amb una tesi doctoral sobre la Col·lecció diplomàtica del rei Pere I d'Aragó i rebé el Premi Extraordinari del Doctorat. El 1955 ingressà en el Cos Facultatiu d'Arxivers, Bibliotecaris i Arqueòlegs, sent destinat primer a Saragossa de forma provisional, després a Lleó (1955-1956), funció que compaginava amb el seu càrrec de Catedràtic de Prehistòria, Història Antiga i Medieval d'Espanya, i Història General d'Espanya a la Universitat de Santiago de Compostel·la; i finalment fou traslladat a València (1958-1977), on fou Catedràtic d'Història Antiga i Medieval d'Espanya i Director del Departament d'Història Medieval a la Universitat de València. El 1977 es jubilà el seu mestre José María Lacarra, a qui succeí com a Catedràtic d'Història Medieval i Cap del Departament d'Història Medieval de la Universitat de Saragossa (1977-1988); es jubilà el 1988, sent nomenat Professor Emèrit de la Universitat de Saragossa fins a la seva mort, el 1990.

## Obra
La seva obra com a medievalista abasta centenars de treballs destinats a l'edició de fonts primàries sobre temes navarro-aragonesos i valencians. Destaca la seva tasca en l'aclariment dels orígens dels regnes de Castella, Aragó i València i l'aprofundiment en la història d'Aragó, en l'àmbit publicar una magna obra de referència en diversos volums, el seu Història d'Aragó. Són importants també les seves aportacions a l'autoria i datació del Cantar de Mio Cid, iniciant el corrent crític, avui dominant, d'una datació tardana i una autoria única i possiblement culta per al Cantar. Com a continuadors de la seva obra figuren dos deixebles com el seu germà Agustín Ubieto Arteta, especialitzat en la gènesi i canvis territorials tant d'Espanya com d'Aragó en les seves conegudes obres en format d'atles històrics; i el també medievalista Antonio Gargallo Moya, que va destacar pel seu estudi sobre la Comunitat de Terol al llarg de tota l'edat mitjana, i que al seu torn ha servit d'inspiració per a la recreació anual de les Noces d'Isabel de Segura, que es representa anualment a Terol. Així mateix, també va treballar en l'activitat editorial publicant la revista Ligarzas i l'editorial «Anubar», de les quals en va ser director; en elles va iniciar importants col·leccions, com ara Textos Medievales, Obras de Investigación, Comercio Valenciano, Temas Valencianos i Alcorces.
- «Observaciones al Cantar de Mio Cid», Arbor, XXXVII (1957), 145-170.
- El "Cantar de Mío Cid" y algunos problemas históricos, Zaragoza, Anubar, 1992, ISBN 84-7013-054-4
- Historia de Aragón Arxivat 2009-08-30 a Wayback Machine., Zaragoza, Anubar, 1981-1989
- Colección Diplomática de Cuéllar, Segovia, Diputación Provincial, 1961. Presentación del Exmo. Sr. D. Pascual Marín Pérez, magistrado y catedrático de Derecho Civil.
- Orígenes del Reino de Valencia. Cuestiones cronológicas sobre su reconquista, I, Zaragoza, Anubar, 1981, ISBN 84-7013-155-9
- Orígenes del Reino de Valencia. Cuestiones cronológicas sobre su reconquista, II, Zaragoza, Anubar, 1979, ISBN 84-7013-156-7
- Antonio Ubieto, Juan Reglá, José María Jover, Carlos Seco, Introducción a la Historia de España, Teidei, 1963, ISBN 84-307-7310-X

## Polèmica
Ubieto defensà diverses teories extremadament polèmiques per revisionistes quan no falses directament. Entre elles destaquen les que fan referència a una suposada hegemonia aragonesa en la Conquesta de València, o una suposada preexistència d'una llengua romànica al País Valencià, versió medieval del valencià actual, que demostraria segons ell que català i valencià són llengües diferents.
| «                        | Es pot afirmar sense possibilitat d'errada que els idiomes parlats al Regne de València actualment no són producte d'un fenomen de reconquesta per part de Jaume I | » |
| — Antonio Ubieto Arteta. | |   |

| «                        | Els musulmans abans, i en els moments de la conquesta per Jaume I, eren bilingües, emprant l'àrab i el romanç, cosa que farien fins finals del segle XVI i possiblement fins l'expulsió dels moriscs. | » |
| — Antonio Ubieto Arteta. | |   |

Amb la intenció de desacreditar els historiadors precedents, les conclusions dels quals contradeien les seves, Ubieto no s'estigué de denigrar-los qualificant-los d'aficionats o d'ignorants interessats i subornats. No només arremeté contra la Historiografia, sinó que també vituperà les mateixes fonts històriques. El cas paradigmàtic
és la Crònica de Jaume I, a qui Ubieto pretengué deixar per mentider per tal de justificar la seva visió.
Ubieto teoritzà així mateix sobre el Casamiento en casa. Segons aquesta teoria, existiria a l'Aragó aquesta institució jurídica, i això comportà que Ramon Berenguer IV mai havia regnat sobre la Casa/Regne d'Aragó personalment, sinó que havia realitzat els seus actes de govern com a consort de l'hereva/reina Peronella.
| «                        | [...]fou des de sempre desconeguda pels historiadors no aragonesos de tots els temps, i que llur desconeixement no els ha permès valorar els fets que segueixen. Institució que segueix viva a les terres aragoneses pirinenques i que segueix jugant un paper decisiu entre les gents que allí habiten: em refereixo al "casamiento en casa". […] Així, el dia 11 d'agost de 1137 es firmaren, a Barbastre, les "capitulacions matrimonials", pactant un casamiento en casa -encara que no se cita amb aquest nom- i regulant-hi l'ús de la "potestas regia". Les condicions les en posà Ramir II, essent acceptades per Ramon Berenguer IV. | » |
| — Antonio Ubieto Arteta. | |   |

Així doncs, i segons Ubieto, el fet que a les capitulacions matrimonials entre Ramon Berenguer IV i Peronella no s'esmenti en cap moment el terme Casamiento en casa no és problema per tal que ell les consideri com a tals.
Ubieto defensà també que l'origen de la Senyera catalana és aragonès i no català. Afirmà que els historiadors catalans 
| «                        | sempre han tingut el complex d'inferioritat que mai han estat regne. […] i han falsificat segells amb les quatre barres raspant-los en forma d'angle que demostra que no eren barres | » |
| — Antonio Ubieto Arteta. | |   |

Encara més, segons el professor Ubieto mai ha existit el Principat de Catalunya.
| «                                      | Disbarat és que Catalunya es proclami Principat, ja que mai ho fou. Existí el Principat d'Aragó. | » |
| — Antonio Ubieto Arteta (per citació). |                                                                                                  |   |

Afirma el catedràtic Ubieto sobre Jaume el Conqueridor que
| «                        | Jaume I era un home culturalment molt limitat; s'ha dit que no sabia llegir ni escriure [...], no tenia visió política. Jaume I sempre va tenir el complex d'inferioritat de no haver nascut a Osca. […] Convenia (als catalans) que el Rei fos com més bèstia millor; d'aquesta manera la seva colla de nobles i clergues podien mangonear a sus anchas. | » |
| — Antonio Ubieto Arteta. | |   |

Ubieto afirmava que la "immigració catalana mai superà el 1,9%", en referència a la Conquesta de València. Afirma així el catedràtic que dita conquesta fou en la seva pràctica totalitat obra d'aragonesos, intentant desmentir així la resta d'historiadors que afirmen que fou obra principalment de catalans. Afirmava Ubieto que 
| «                        | […] els catalans eren els menys importants culturalment parlant […] un 1,9% no podia imposar una llengua. | » |
| — Antonio Ubieto Arteta. | |   |

I amb relació a allò que ell anomenava "el problema de Fraga", deia que 
| «                        | Dins d'una conferència que jo hi vaig donar, amb documents a la mà, vaig demostrar que a Barcelona estan falsificant la documentació per tal de provar de convéncer-los que són catalans. Fraga només fou catalana durant deu o dotze anys en virtut d'una disposició de Jaume I. El problema de Fraga és econòmic; produeix electricitat: la que necessiten els catalans. | » |
| — Antonio Ubieto Arteta. | |   |

El fet que a Fraga no es comencés a produir electricitat (fotovoltaica) fins al segle següent no fou problema pel catedràtic per a mantenir la seva afirmació, com tampoc es ruboritzà en afirmar que 
| «                        | Els catalans afirmen que els pertanyen els Pirineus Aragonesos en la seva histèria catalana, que no Història. Són una sèrie d'indocumentats que estan fent passar la mentida per veritat. | » |
| — Antonio Ubieto Arteta. | |   |

Una molt amplia nòmina de professors i historiadors han publicat obres impugnant les tesis d'Ubieto.

## Honors
Fou Cap de la secció de València de l'Escola d'Estudis Medievals, Conseller de l'Instituto d'Estudios Oscenses, Membre de l'Institut Alfons el Magnànim de València, Membre de la Comissió Internacional dels Congressos d'Estudis Pirinencs, Acadèmic de la Reial Acadèmia de Bones Lletres de Barcelona, Membre d'Honor de la Comissió del «VII Centenari» de la mort del rei En Jaume I d'Aragó, Membre de la Comissió d'Honor del «Primer Centenari dels Jocs Florals de la Ciutat i Regne de València, Premi «Aragón» en l'àrea de Lletres i Humanitats, i Fill Predilecte de la ciutat de Saragossa.